# Barbus parawaldroni
Barbus parawaldroni är en fiskart som beskrevs av Lévêque, Thys van den Audenaerde och Traoré, 1987. Barbus parawaldroni ingår i släktet Barbus och familjen karpfiskar. IUCN kategoriserar arten globalt som nära hotad. Inga underarter finns listade.